# Synagoge (Pápa)

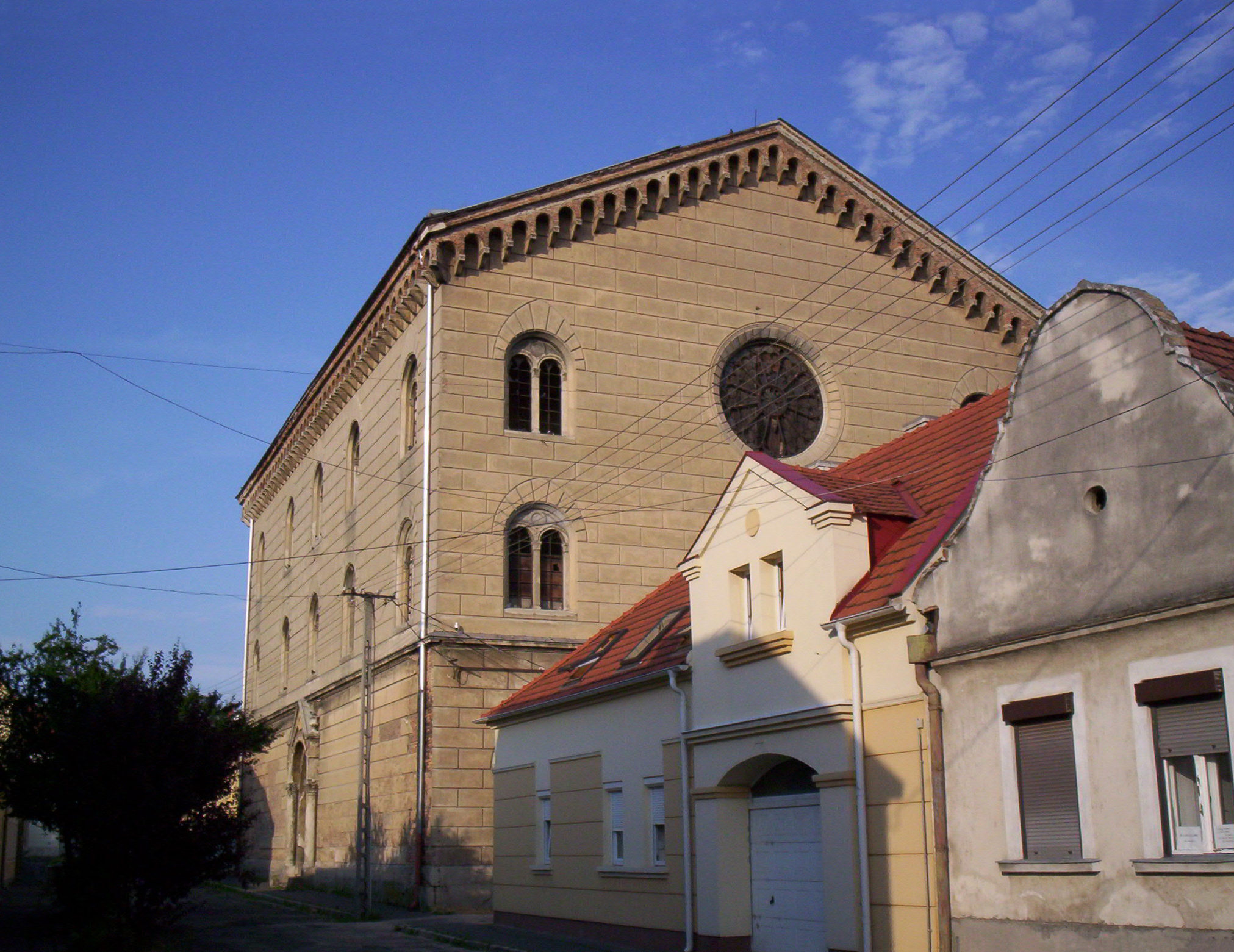
Synagoge in Pápa

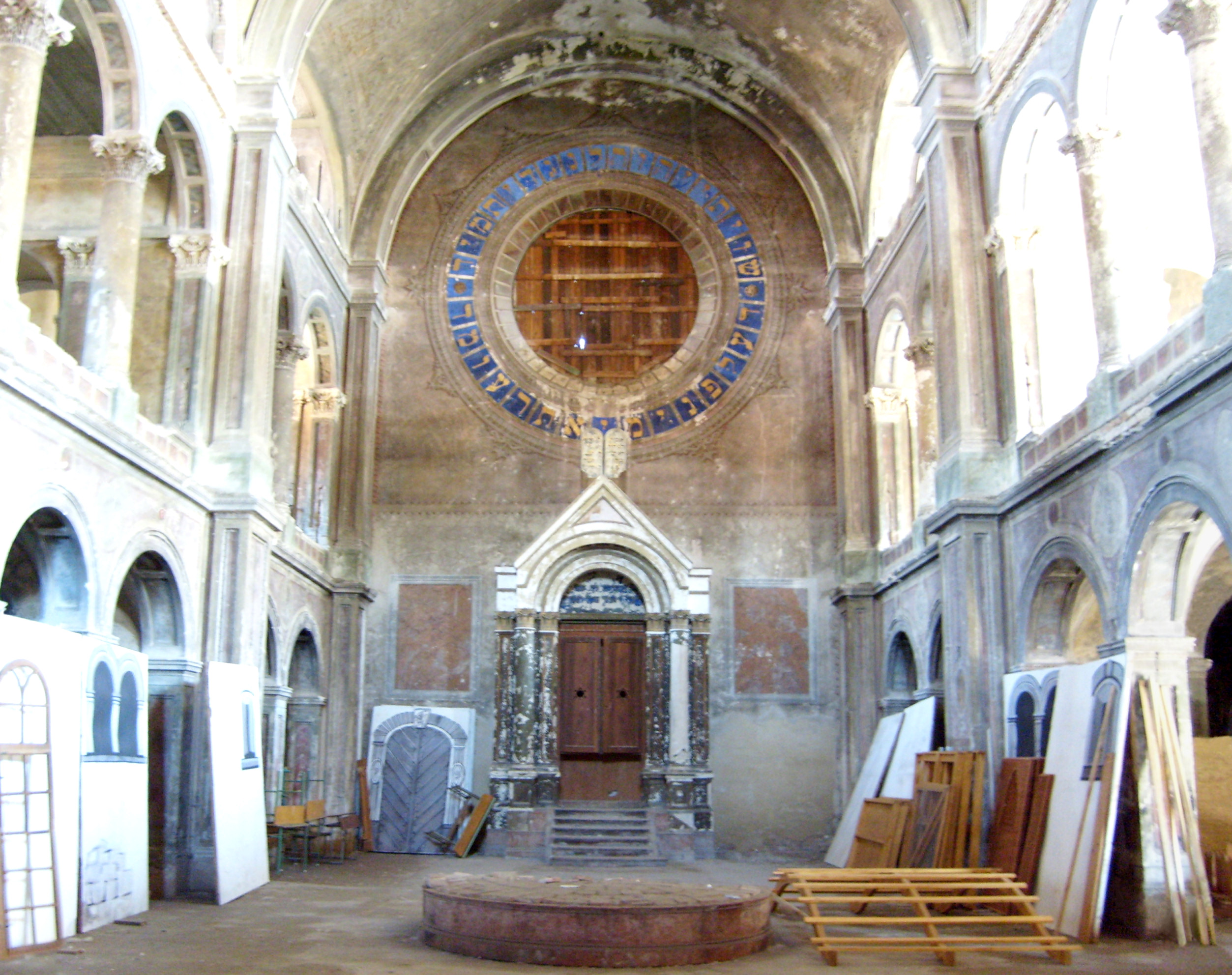
Innenansicht

Die Synagoge in Pápa, einer ungarischen Stadt im Komitat Veszprém, wurde 1846 errichtet. Die profanierte Synagoge im Stil des Neoklassizismus befindet sich an der Adresse Petöfi utca 24. Sie wird seit dem Zweiten Weltkrieg nicht mehr für Gottesdienste genutzt und ist dem Verfall preisgegeben.